# Boumahra Ahmed
Boumahra Ahmed är en ort i Algeriet.   Den ligger i provinsen Guelma, i den norra delen av landet, 400 km öster om huvudstaden Alger. Boumahra Ahmed ligger 208 meter över havet och antalet invånare är 23 022.
Terrängen runt Boumahra Ahmed är huvudsakligen kuperad, men den allra närmaste omgivningen är platt. Runt Boumahra Ahmed är det ganska tätbefolkat, med 129 invånare per kvadratkilometer. Närmaste större samhälle är Guelma, 7,9 km väster om Boumahra Ahmed. Trakten runt Boumahra Ahmed består till största delen av jordbruksmark.